# Bernhard Langer (Golfspieler)
Bernhard Langer, OBE (* 27. August 1957 in Anhausen) ist ein deutscher Profigolfer. Er gehört neben Severiano Ballesteros, Nick Faldo, Sandy Lyle und Ian Woosnam zu den „Big Five“, einer Gruppe von Weltklasse-Golfern, die alle innerhalb von 12 Monaten geboren wurden, mindestens ein Major gewonnen und Europa im Ryder Cup konkurrenzfähig gemacht haben. Langer ist der erste deutsche Golfspieler, der international Beachtung erlangte. Außerdem ist er seit dem Gewinn der US Senior Open 2023 der erfolgreichste Spieler aller Zeiten auf der Champions Tour.

## Karriere

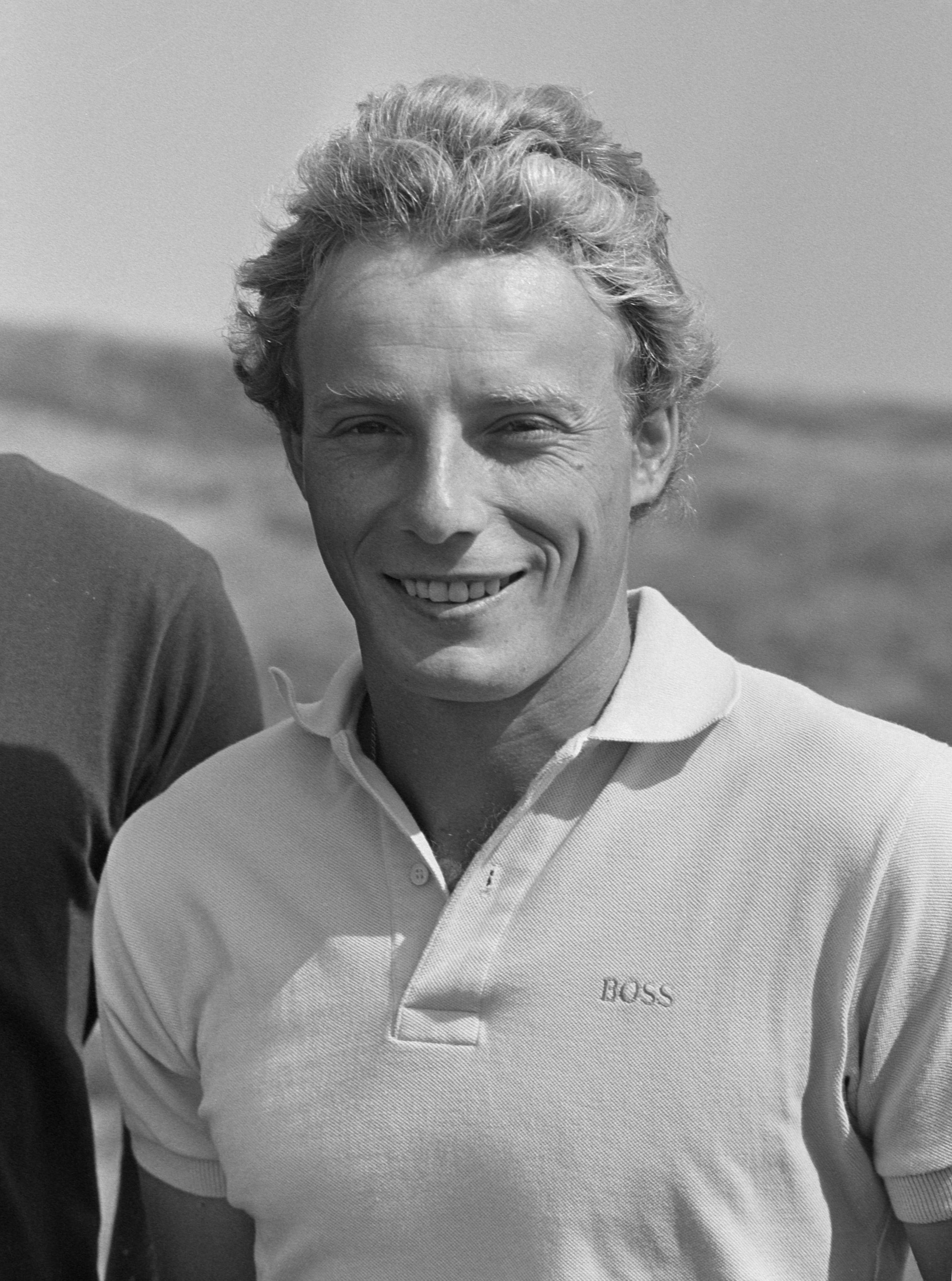
Langer 1985

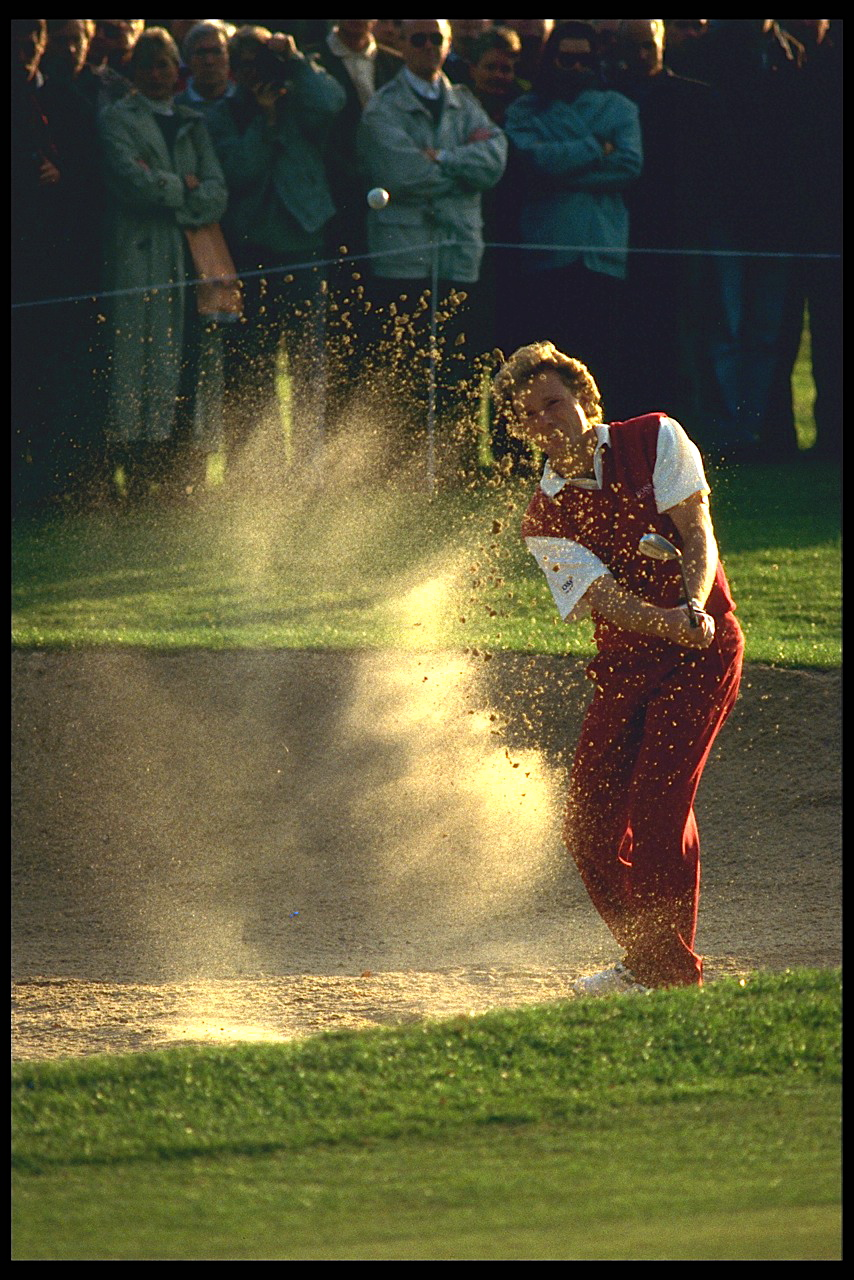
Langer während der Honda Open (1992)

### Pro Tour
Langer gewann sein erstes Profi-Turnier im Alter von 17 Jahren in Refrath bei Köln und startete daraufhin seine Profikarriere 1976 als Golflehrer beim Golfclub Augsburg-Bobingen/Burgwalden. Als Playing Pro gewann er 1979 die Deutsche Golflehrermeisterschaft in Stuttgart auf dem Platz des Stuttgarter Golf-Club Solitude e. V., wo er 1982 auch die Lufthansa German Open und 1985 die American Express, die nationale Meisterschaft gewann. Im walisischen Chepstow gewann er zur Überraschung aller Experten 1980 sein erstes größeres europäisches Turnier. Für viele Golffans wurde er 1981 unsterblich, als beim Golf-Turnier in Fulford auf Bahn 17 der Ball hoch oben in der Astgabel einer Esche liegen blieb. Langer verzichtete auf den Strafschlag und kletterte unter dem Gelächter der Zuschauer den Baum hinauf und chipte den Ball auf das Grün. Hiervon körperlich geschwächt verpasste er zwar seinen nächsten Putt, lochte dann aber und rettete mit einem Bogey seinen zweiten Platz. Den Baum ziert heute eine Gedenktafel in Erinnerung an dieses Kuriosum. Sein großer Durchbruch kam mit dem ersten Major-Titel, dem Gewinn des Masters am 14. April 1985 in Augusta (Georgia, USA). Als erster Deutscher erhielt er das grüne Siegersakko. 1986 war Langer die erste Nummer 1 der neu errichteten Golfweltrangliste. 1993 konnte er seinen Sieg in Augusta wiederholen, als er sein zweites Major-Turnier gewann. 2006 gewann er an der Seite von Marcel Siem zum zweiten Mal die inoffizielle Mannschaftsweltmeisterschaft auf Barbados (16 Jahre nach seinem ersten historischen Sieg, damals mit Torsten Giedeon).
Seit 2007 (nach seinem 50. Geburtstag) spielt Langer auf der nordamerikanischen Champions Tour (Bezeichnung bis 2002 Senior PGA Tour) der über 50-jährigen Profigolfer, die er auf Anhieb gewann. Zugleich belegte er 2008 und 2009 jeweils Platz 1 der Geldrangliste der Champions Tour und wurde in beiden Jahren als bester Spieler (2008 zudem als bester Neuling) ausgezeichnet. 2010 gewann er an zwei aufeinander folgenden Wochenenden sowohl die Senior British Open als auch die Senior US Open.
2014 überraschte Langer im Alter von 56 Jahren beim Masters in Augusta mit einem geteilten 8. Platz. Mit einer Startberechtigung auf Lebenszeit ausgestattet ging er auch in den Folgejahren beim US Masters an den Start, scheiterte allerdings mehrfach am Cut.
Langer ist der erste Spieler, der dreimal in Folge (2014 bis 2016) die Senior Players Championship, eines der Major-Turniere auf der Champions Tour, gewonnen hat.
Am 14. November 2021 gewann er zum sechsten Mal den Charles Schwab Cup.
Mit seinem Sieg bei der Senior PGA Championship am 28. Mai 2017 hatte er als erster Golfer in der Geschichte alle fünf Senior Majors mindestens einmal gewonnen. Es war zudem sein insgesamt 9. Senior-Major-Titel, womit er ebenfalls einen neuen Rekord aufstellte. Mit dem Sieg bei den British Seniors Open in Wales im Juli 2017, der Senior Open Championship im Juli 2019 und der US Senior Open Championship im Juli 2023 erhöhte er die Bestmarke auf zwölf Siege.
Beim Masters 2020, das wegen des Coronavirus zum ersten Mal im November gespielt wurde, schaffte er als ältester Spieler aller Zeiten den Cut. Er ist damit einen Monat und 12 Tage älter als der bisherige Rekordhalter Tommy Aaron. Als ältesten Gewinner aller Zeiten führt ihn die Statistik der PGA Champions Tour nach seinem Sieg im Stechen beim Dominion Energy Charity Classic am 24. Oktober 2021. Er verbesserte diesen Rekord mehrmals. Zuletzt am 2. Juli 2023 bei den US Senior Open Championship im Alter von 65 Jahren, 10 Monaten und 5 Tagen. Mit seinem 46. Sieg auf der PGA Tour Champions übernahm er zugleich den alleinigen Rekord als erfolgreichste Spieler aller Zeiten auf dieser Tour vom US-Amerikaner Hale Irwin, der in seiner Karriere 45 Turniere auf der US-Senioren-Tour gewinnen konnte. Mit dem Gewinn der Charles Schwab Cup Championship Phoenix, Arizona am 10. November 2024 konnte er mit 67 Jahren, 2 Monaten und 14 Tagen seinen eigenen Rekord als ältester Gewinner auf der PGA Champions Tour noch einmal toppen und errang neun Monaten nach seinen Achillessehnenriss auch im 18. Jahr in Folge einen Sieg auf der Tour.
Ausgerechnet an seinem 64. Geburtstag gelang es ihm beim Turnier in Grand Blanc mit einer 64er Runde erstmals auch „sein Alter“ zu spielen.

### Veranstalter
Nach dem Gewinn des Masters 1985 schwebte Langer eine German Masters nach amerikanischem Vorbild vor. Nach Unterzeichnung des Vertrages zwischen Langer, der International Management Group (IMG) und dem Stuttgarter Golf-Club Solitude e. V. fanden die ersten German Masters 1987 und in den Folgejahren bis 1991 als Mercedes German Masters in Stuttgart statt. Später fand dieses Turnier auf wechselnden Plätzen (u. a. Berliner Golf & Country Club Motzener See e. V. von 1994 bis 1997, Golf Club Gut Lärchenhof als Linde German Masters 1998 bis 2006) in Deutschland statt, wobei Langer dabei als Veranstalter fungierte. Von 2007 bis 2009 hieß das Turnier Mercedes-Benz Championship und wurde nach dem Prinzip „Winners only“ auf der von Jack Nicklaus entworfenen Golfanlage Gut Lärchenhof in Pulheim bei Köln ausgetragen. Mit vier Titeln ist Langer selbst der Rekordsieger des Turniers.
Die 1990 gegründete Langer Sport Marketing GmbH, die maßgeblich von Bernhards Bruder Erwin geleitet wird, betreut neben der Mercedes-Benz Championship auch noch andere Profiturniere, sowie kleinere Veranstaltungen im Nachwuchsbereich und Firmenevents.

### Ryder-Cup
Eine seiner größten sportlichen Niederlagen erlitt Langer 1991 beim Ryder-Cup auf Kiawah Island in South Carolina. Ein erfolgversprechender Put aus 1,5 Metern misslang, und der sicher geglaubte Sieg für Europa ging letztlich verloren. Überschwänglich feiernde amerikanische Fans zeigten grob unsportliches Verhalten und verhöhnten die Unterlegenen. Derartige Entgleisungen traten auch in den Folgejahren auf. Nach zehn überwiegend erfolgreichen Ryder-Cup-Teilnahmen als Spieler führte er im Ryder Cup 2004 in Bloomfield Hills (USA) das europäische Team als Kapitän zum historischen 18,5:9,5-Sieg gegen die USA. Langer zählt neben Nick Faldo zu den erfolgreichsten europäischen Spielern im Ryder-Cup, sowohl hinsichtlich seiner Einsätze als auch seiner erzielten Punkte.
Zusammen mit seinem Bruder Erwin Langer war er bemüht, den Ryder-Cup im Jahre 2018 erstmals nach Deutschland zu holen. Die Ausrichtung wurde jedoch nach Frankreich vergeben.

## Auszeichnungen
- 2002 wurde Langer in die World Golf Hall of Fame des Golfsports aufgenommen
- 2006 wurde er von Ihrer Majestät Königin Elisabeth II. in Anerkennung seiner Verdienste um den Golfsport zum Officer of the Most Excellent Order of the British Empire (OBE ehrenhalber) ernannt[10]
- Acht Mal „Player of the Year“ auf der Champions Tour[11]
- Sechs Mal „Senior Player of the Year“[12]
- Langer ist Träger des Bundesverdienstkreuzes und des Silbernen Lorbeerblattes[13]
- 2013 wurde Langer der Bayerische Verdienstorden verliehen[14]
- Im Juli 2016 erhielt er von der Stiftung Deutsche Sporthilfe die „Goldene Sportpyramide“ für sein Lebenswerk und wurde in die Hall of Fame des deutschen Sports aufgenommen[15]
- 2018 wurde Langer mit dem Payne Stewart Award[16] der PGA Tour und dem Harry Colt Award[17] des European Institute of Golf Course Architects (EIGCA) ausgezeichnet.
- 2024 Ehrenmedaille in Gold des Deutschen Golf Verbandes[18]

## Privates
In seiner Kindheit ging der Sohn eines Maurers täglich in die Messe, er liest bis heute täglich in der Bibel. Er wuchs in bescheidenen Verhältnissen auf. Um sich etwas Taschengeld hinzu zu verdienen, trug er als Caddie auf dem Golfplatz in der Nachbarschaft den reichen Spielern die Taschen. In dieser Zeit bekam er seinen ersten gebrauchten Golfschläger geschenkt und fand Spaß an dem damals für Deutsche recht seltsamen Spiel. Gegen den Rat seiner Eltern begann er 1972 eine Lehre als Golflehrer. Langer ist seit 1984 mit der Amerikanerin Vikki Carol verheiratet. Das Paar hat vier Kinder: Jackie, Stefan, Christina und Jason. Die Familie wohnt in Boca Raton in Florida sowie in Langers Geburtsort Anhausen. Ein weiterer Rückzugsort für die Familie liegt im Nordwesten der USA, in Snoqualmie nahe Seattle.
2003 gründete er die Bernhard-Langer-Stiftung mit Sitz in Anhausen (Diedorf), die notleidende Menschen unterstützt.
Zweimal (2005 und 2006) siegten Bernhard und Stefan Langer beim Father/Son Challenge, einem jährlich stattfindenden Turnier für Golfer der PGA- und Champions-Tour und deren Söhne oder Töchter. 2013 trat Bernhard Langer mit seiner Tochter Christina an und belegte mit ihr den geteilten neunten Rang unter zwanzig Teams. 2014, 2019 und 2023 gewann Langer das Turnier erneut, diesmal mit seinem Sohn Jason.
Bernhard Langer ist Kuratoriumsmitglied des evangelikalen, dem CVJM nahestehenden Vereins ProChrist, der Massenevangelisationsveranstaltungen organisiert. Außerdem unterstützt er die christliche Sportorganisation Sportler ruft Sportler (SRS).
Im Frühjahr 2017 bezeichnete US-Präsident Donald Trump Bernhard Langer als einen guten Freund, der ihm angeblich Wahlmanipulationen bei der Wahl im Jahr 2016 bestätigte, da nach Aussage von Langer viele nicht hätten wählen dürfen. Langer stellte daraufhin klar, dass ihm eine Freundschaft mit Trump nicht bekannt und er von US-Wahlen ausgeschlossen sei, weil er gar keinen amerikanischen Pass besitze.
Langer gilt als Asket sowie Präzisions- und Konzentrationswunder mit großer Zielstrebigkeit und bezeichnet sich selbst als Perfektionist. Es heißt, er verfüge über ein sehr gutes Gedächtnis und habe die 18 Löcher hunderter Golfplätze hinsichtlich Bodenbeschaffenheit, erforderlichem Tempo je nach Witterungsverhältnissen und optimalem Weg gespeichert. Er ordnet seinem Sport und dem Erfolg vieles unter; gesunde Ernährung ist ihm wichtig, auf den Konsum von Alkohol verzichtet er komplett. Jogging, Yoga und Stretching machen bis zu zwei Stunden des täglichen Trainings aus. Sein Spitzname in der Golferszene lautet Mr. Consistency – der Beständige.

## Erfolge
Neben seinen beiden Masters-Siegen 1985 und 1993 hat Langer zahlreiche Siege weltweit erzielt. Im Mai 2016 gewann er mit der Regions Tradition, einem Major-Turnier der Champions Tour, sein 100. internationales Turnier.
Am 28. Mai 2017 gewann er mit der Senior PGA Championship als erster Golfer überhaupt alle 5 Senior Major Turniere mindestens einmal. Dieses war zudem sein insgesamt 9. Major Sieg auf der Seniorentour, womit er den legendären Jack Nicklaus als Rekordhalter für Senior Majorsiege ablöste.
In neun von zehn Jahren auf der Senior-Tour führte er die Geldrangliste an, nur einmal warf ihn eine Daumenverletzung zurück.
Mit insgesamt über 30 Millionen US-Dollar Siegprämie auf der Champions Tour (Stand August 2021) hat er den langjährig führenden Hale Irwin an der Spitze der Geldrangliste abgelöst.

### Major-Siege (2)
| Jahr | Turnier     | 72 Löcher         | Sieg-Score            | Vorsprung | Zweitplatzierte                                 |
| ---- | ----------- | ----------------- | --------------------- | --------- | ----------------------------------------------- |
| 1985 | The Masters | 2 Schläge Führung | −6 (72-74-68-68=282)  | 2 Schläge | Seve Ballesteros, Raymond Floyd, Curtis Strange |
| 1993 | The Masters | 4 Schläge Führung | −11 (68-70-69-70=277) | 4 Schläge | Chip Beck                                       |

### Major-Turniere
| Turnier               | 1976 | 1977 | 1978 | 1979 | 1980 | 1981 | 1982 | 1983 | 1984 | 1985 | 1986 | 1987 | 1988 | 1989 | 1990 |
| --------------------- | ---- | ---- | ---- | ---- | ---- | ---- | ---- | ---- | ---- | ---- | ---- | ---- | ---- | ---- | ---- |
| The Masters           | DNP  | DNP  | DNP  | DNP  | DNP  | DNP  | CUT  | DNP  | T31  | 1    | T16  | T7   | T9   | T26  | T7   |
| US Open               | DNP  | DNP  | DNP  | DNP  | DNP  | DNP  | CUT  | DNP  | DNP  | CUT  | T8   | T4   | CUT  | T59  | T7   |
| The Open Championship | CUT  | DNP  | CUT  | DNP  | T51  | 2    | T13  | T56  | T2   | T3   | T3   | T17  | 69   | 80   | T48  |
| PGA Championship      | DNP  | DNP  | DNP  | DNP  | DNP  | DNP  | DNP  | DNP  | DNP  | T32  | CUT  | T21  | CUT  | T61  | CUT  |

| Turnier               | 1991 | 1992 | 1993 | 1994 | 1995 | 1996 | 1997 | 1998 | 1999 | 2000 | 2001 | 2002 | 2003 | 2004 | 2005 |
| --------------------- | ---- | ---- | ---- | ---- | ---- | ---- | ---- | ---- | ---- | ---- | ---- | ---- | ---- | ---- | ---- |
| The Masters           | T32  | T31  | 1    | T25  | T31  | T36  | T7   | T39  | T11  | T28  | T6   | T32  | CUT  | T4   | T20  |
| US Open               | CUT  | T23  | CUT  | T23  | T36  | DQ   | CUT  | CUT  | DNP  | CUT  | T40  | T35  | T42  | DNP  | T33  |
| The Open Championship | T9   | T59  | 3    | T60  | T24  | WD   | T38  | CUT  | T18  | T11  | T3   | T28  | CUT  | DNP  | T5   |
| PGA Championship      | CUT  | T40  | CUT  | T25  | DNP  | 76   | T23  | DNP  | T61  | T46  | CUT  | T23  | T57  | T66  | T47  |

| Turnier               | 2006 | 2007 | 2008 | 2009 | 2010 | 2011 | 2012 | 2013 | 2014 | 2015 | 2016 | 2017 | 2018 |
| --------------------- | ---- | ---- | ---- | ---- | ---- | ---- | ---- | ---- | ---- | ---- | ---- | ---- | ---- |
| The Masters           | CUT  | CUT  | CUT  | CUT  | CUT  | DNP  | CUT  | T25  | T8   | CUT  | T24  | CUT  | T38  |
| US Open               | DNP  | DNP  | DNP  | DNP  | DNP  | DNP  | DNP  | DNP  | DNP  | DNP  | DNP  | DNP  | DNP  |
| The Open Championship | CUT  | DNP  | DNP  | DNP  | DNP  | CUT  | DNP  | DNP  | DNP  | T78  | DNP  | DNP  | T24  |
| PGA Championship      | CUT  | DNP  | DNP  | DNP  | DNP  | DNP  | DNP  | DNP  | DNP  | DNP  | DNP  | DNP  | DNP  |

| Turnier               | 2019 | 2020 | 2021 | 2022 | 2023 | 2024 | 2025 |
| --------------------- | ---- | ---- | ---- | ---- | ---- | ---- | ---- |
| The Masters           | T62  | T29  | CUT  | CUT  | CUT  | DNP  | CUT  |
| PGA Championship      | DNP  | DNP  | DNP  | DNP  | DNP  | DNP  | DNP  |
| US Open               | DNP  | DNP  | DNP  | DNP  | DNP  | DNP  | DNP  |
| The Open Championship | DNP  | KT   | DNP  | DNP  | DNP  | DNP  |      |

DNP = nicht teilgenommen (engl. did not play)

WD = aufgegeben (engl. withdrawn)

DQ = disqualifiziert

CUT = Cut nicht geschafft

„T“ geteilte Platzierung (engl. tie)

KT = Kein Turnier (wegen Covid-19)

Grüner Hintergrund für Siege

Gelber Hintergrund für Top 10

### Senior Major-Siege (12)
| Jahr | Turnier                      | 54 Löcher           | Sieg-Score            | Vorsprung  | Zweitplatzierter                |
| ---- | ---------------------------- | ------------------- | --------------------- | ---------- | ------------------------------- |
| 2010 | The Senior Open Championship | 3 Schläge Führung   | −5 (67-71-69-72=279)  | 1 Schlag   | Corey Pavin                     |
| 2010 | U.S. Senior Open             | geteilte Führung    | −8 (69-68-68-67=272)  | 3 Schläge  | Fred Couples                    |
| 2014 | Senior Players Championship  | 3 Schläge Führung   | −15 (65-64-66-70=265) | Play-off   | Jeff Sluman                     |
| 2014 | The Senior Open Championship | 8 Schläge Führung   | −18 (65-66-68-67=266) | 13 Schläge | Colin Montgomerie               |
| 2015 | Senior Players Championship  | 8 Schläge Führung   | −19 (65-65-67-68=265) | 6 Schläge  | Kirk Triplett                   |
| 2016 | Regions Tradition            | 6 Schläge Führung   | −17 (66-69-69-67=271) | 6 Schläge  | Olin Brown                      |
| 2016 | Senior Players Championship  | 3 Schläge Führung   | 1 (71-68-69-73=281)   | 1 Schlag   | Miguel Ángel Jiménez Joe Durant |
| 2017 | Regions Tradition            | 2 Schläge Rückstand | −20 (69-69-66-64=268) | 5 Schläge  | Scott McCarron Scott Parel      |
| 2017 | Senior PGA Championship      | 1 Schlag Rückstand  | −18 (65-67-70-68=270) | 1 Schlag   | Vijay Singh                     |
| 2017 | The Senior Open Championship | 4 Schläge Führung   | −4 (69-74-65-72=280)  | 3 Schläge  | Corey Pavin                     |
| 2019 | The Senior Open Championship | 3 Schläge Rückstand | −6 (71-67-70-66=274)  | 2 Schläge  | Paul Broadhurst                 |
| 2023 | U.S. Senior Open             | 2 Schläge Führung   | −7 (71-68-68-70=277)  | 2 Schläge  | Steve Stricker                  |

### Senior-Major-Turniere
| Turnier                      | 2007 | 2008 | 2009 | 2010 | 2011 | 2012 | 2013 | 2014 | 2015 | 2016 | 2017 | 2018 | 2019 | 2020 | 2021 | 2022 | 2023 | 2024 | 2025 |
| The Tradition                | DNP  | T7   | T17  | T10  | DNP  | T2   | T10  | T9   | T5   | 1    | 1    | 11   | T6   | KT   | T6   | DNP  | T18  | T8   | T27  |
| Senior PGA Championship      | DNP  | 2    | T17  | T23  | DNP  | T4   | T13  | T3   | 6    | T3   | 1    | DNP  | T12  | KT   | T50  | 3    | T20  | T34  | DNP  |
| Senior Players Championship  | T13  | T7   | T5   | T9   | DNP  | DNP  | 8    | 1    | 1    | 1    | T18  | T16  | T34  | T10  | T20  | T25  | 6    | DNP  |      |
| U.S. Senior Open             | DNP  | T6   | T22  | 1    | T9   | T2   | T14  | T9   | T3   | T11  | T2   | T17  | T24  | KT   | T5   | CUT  | 1    | T42  |      |
| The Senior Open Championship | DNP  | 4    | 4    | 1    | T12  | T6   | 2    | 1    | 2    | T9   | 1    | 2    | 1    | KT   | 4    | T12  | T7   | T5   |      |

DNP = nicht teilgenommen (engl. did not play)

WD = aufgegeben (engl. withdrawn)

CUT = Cut nicht geschafft

„T“ geteilte Platzierung (engl. tie)

KT = Kein Turnier (wegen Covid-19)

Grüner Hintergrund für Siege

Gelber Hintergrund für Top 10